# 東大墩戰役
東大墩戰役，戴潮春事件系列戰役之一，發生臺灣清領時期同治二年（1863年）農曆九月間，交戰起始日期不詳，由民間東勢角與翁仔社的練勇羅冠英、廖廷鳳率團進攻天地會廖安然據守的東大墩，雙方激戰良久，後前署淡水同知張世英出兵馳援，至九月十九日攻克東大墩，天地會廖安然戰敗陣亡。

## 背景
同治元年（1862年）春，天地會以四張犁鄉紳戴潮春為首，在彰化縣群起倡亂，自稱「紅英兄弟」遂以紅旗為幟，獲得彰化縣、嘉義縣境多位股首地主響應，其天地會紅軍有戴潮春駐防斗六門、林日成固守彰化縣城、大突與小埔心沿海一帶由陳弄把持，內山區域則以北勢湳的洪欉為首。清廷鑒於臺灣在地駐軍不多，陸續自內地調派官軍來臺鎮壓叛亂（將領如曾玉明、曾元福、吳鴻源），並偕同願意與官方合作的在地民勇，以白旗為號召，雙方分庭抗禮，各擅勝場，陷入僵持。:854-855

### 北路軍務

日治時期臺灣總督府於 1915 年頒布的臺中廳行政圖，行政區域範圍和清領時期 1723 年至 1875 年間的彰化縣大致相仿。

同治元年至二年（1862年－1863年）正月間，天地會曾經發動多次大規模戰役，企圖北上進攻大甲土城，但悉數失利作收，天地會遂無法將版圖拓展至大甲溪以北的淡水廳；此區域戰事在林豪《東瀛紀事》被冠名「北路」，「北路」軍務的主事者由竹塹總辦團練林占梅擔綱，候補道區天民負責籌措糧餉。:853-854
同治元年（1862年）秋七月，鄭元出任淡水廳同知，原同知之位本為張世英代理，張世英卸任之後，在東勢角民練首領羅冠英的舉薦之下，獲林占梅同意，張世英遂率隊在翁仔社（今豐原區翁子里、翁明里、翁社里）屯兵，以牽制彰化縣城與大墩一帶的天地會部眾。

## 戰事
同治二年（1863年）九月間，清廷官方的北路駐軍企圖連通連結阿罩霧（今臺中市霧峰區）的通道，清除大墩一帶的天地會勢力，白軍東勢角羅冠英、翁仔社廖廷鳳率領民勇，進攻東大墩一帶的村莊，面對天地會紅軍廖安然負隅頑抗，雙方惡戰多日；張世英乘隙另率一隊人馬火攻棋盤厝（或曰旗桿厝庄，今臺中市西屯區惠來里），成功攻克棋盤厝。同月十九日，羅冠英、廖廷鳳分兵夾擊，炮轟駐守圳寮的廖安然，廖安然背心中炮，力戰身亡，白軍奪下東大墩。
同一時期，阿罩霧團練在林文明、林文鳳的領兵之下，自東側漸次掃蕩如新莊仔（今臺中市東區:855）、鳥銃頭（或曰鳥松頭，今臺中市太平區:106）、番仔寮（今臺中市大里區仁化里、健民里:106）等村莊，其他周遭如石崗仔、枋寮、土牛（今臺中市石岡區土牛里、德興里、和盛里:107）等的餘黨亦全數肅清。

## 後續
臺灣學者柯志明認為，在同治二年（1863年）九月下旬官民軍在此次戰役獲勝之後，有效連通淡水廳與阿罩霧的作戰通道，也為嗣後丁曰健（時任臺灣道道尹）、曾玉明在十月間制定南北夾攻彰化縣城的作戰方針，建立穩固戰略的基礎。:855-857